# Борисюк Тетяна Петрівна
Тетяна Борисюк (біл. Таццяна Барысюк; 18 жовтня 1971, Мінськ) — білоруська поетеса, критик, літературознавець, перекладачка і прозаїк. Ведуча низки поетично-музичних вечірок "Тетянин день" і вечірки "Містика цифр" у поетичному театрі Арт.С. Науковий співробітник відділу взаємозв'язків літератур у «Центрі досліджень білоруської культури, мови та літератури НАН Білорусі».

## Біографія
Походить з творчої родини, є дочкою білоруського російськомовного поета Петра Петровича Борисюка (1938-2001) 
Навчалася в Мінських школах № 138, 149. З 1986 по 1990 рр.навчалася в Мінському педучилищі № 1. у 1995 р. закінчила філфак БГУ. 
У 2001 р. закінчила аспірантуру Інституту літератури імені Янки Купали НАН Білорусі, де зараз працює молодшим науковим співробітником у відділі взаємозв'язків літератур. 
З 2004 р. член Спілки білоруських письменників.
Дебютувала як поет і критик 1993 р. в журналі «Первоцвіт». Публікувалася в антології «Оглядини», альманахах «Понеділок», «Літературний квартал», «День поезії-2005», в журналах «Первоцвіт», «Молодість», «Джерело», «Білоруська думка», «Полум'я», «Білорусь», газета «Література і мистецтво» та інших виданнях. 
Автор понад 100 критичних і літературознавчих публікацій, серед яких рецензії, статті, творчі портрети та доповіді на конференціях з сучасної білоруської поезії.
Частина віршів Тетяни Борисюк перекладена на російську мову.

## Відгуки
Білоруський критик і літературознавець академік Володимир Гниломедов назвав книгу віршів "Автопортрет" Тетяни Борисюк серед десяти найкращих книг, виданих у 2002-му році.

## Нагороди
- 2011 - 1 місце в літературному конкурсі «Пісня натхнення» в Будинку-музеї Якуба Коласа (за вірш «потрійний сонет про вічне кохання»[7].
- 2021 - 1 місце у творчому конкурсі «Пісня серця » у Будинку-музеї Якуба Коласа (за низку віршів «Платонічна любов»[8].
- 2021 - Почесна грамота від «Центру досліджень білоруської культури, мови та літератури Національна академії наук Білорусі» за плідну науково-просвітницьку діяльність, популяризацію досягнень білоруських літературознавців у засобах масової інформації та у зв'язку з 90-річчям від дня заснування Інституту літературознавства імені Янки Купали.

### Книги
- Барысюк Т.  — Мн. : Тэхнапрынт, 2002. — 180 с. — 500 прим. — ISBN 985-464-240-2. Архівовано з джерела 8 травня 2022

### Проза
- Спружына жыцця [Абразок] // Чырвоная змена, 1993, 21 верасня. С. 3.
- Барысюк, Т. П. Каханне да двайніка, або Амаль галівудскія гісторыі (аповесць-інтэрв’ю) / Т. П. Барысюк // Літаратурны экватар: альманах. — Вып. 9 (11). — Мінск: Ковчег, 2020. — 335 с. — С. 41—53.
- Барысюк, Т. «Мая прынцэса» (авантурна-прыгодніцкая аповесць), «Пяцьдзясят наложніц і адна роднасная душа» (смс-апавяданне), «Аблом» (апавяданне-дыялог аб адным расчараванні) // Літаратурны экватар. 2021. Выпуск № 10 (12). С. 23—42.

### У збірниках
- Дванаццаць подзвігаў пацучыхі Дусі // Нявеста для Базыля: казкі / уклад. А. Спрынчан. — Мн. : Мастацкая літаратура, 2017. — С. 37—51. — (Беларуская аўтарская казка) — 1200 прим. — ISBN 978-985-02-1803-2.

### Поезія (вибране)
- Барысюк, Т. З цыкла «Мацярынства»; З цыкла «Начныя іерогліфы з-пад падушкі»: вершы / Т.Барысюк // Першацвет. — 1998. — № 9. — С. 57-59.
- Барысюк, Т. У бездань сэрца правал небяспечны: Акраліст; Акрасанет / Т.Барысюк // Мінская праўда. — 1999. — 9 кастрычніка. — С. 4.
- Барысюк, Т. Загадкі акравершаў: Акраэлегія; Акрапраклён / Т.Барысюк // Цэнтральная. — 1999. — 5 лістапада. — С. 3.
- Барысюк, Т. Містыка існавання: вершы / Т.Барысюк // Літаратура і мастацтва. — 2001. — 9 лістапада (№ 45). — С. 8.
- Барысюк, Т. Элегія кветак (вянок паўсанетаў); Віхрысты вятрыска…: вершы / Т.Барысюк // Літаратура і мастацтва. — 2003. — 11 красавіка. — С. 13.
- Барысюк, Т. Трайны санет пра вечнае каханне / Т.Барысюк // Літаратура і мастацтва. — 2003. — 26 верасня. — С. 13.
- Барысюк, Т. [Фігурныя хоку і танка] / Т.Барысюк // Літаратура і мастацтва. — 2004. — 30 красавіка. — С. 8.
- Барысюк, Т. Модніца (санет); Стыхіі танцаў : вершы / Т.Барысюк // Літаратура і мастацтва. — 2005. — 30 верасня. — С. 8.
- Барысюк, Т. Уратую чароўнасць натхнення: вершы / Т.Барысюк // Маладосць. — 2005. — № 10. — С. 3—5.
- Барысюк, Т. Дзве пародыі [на радкі Сяргея Патаранскага] / Т. Барысюк // Літаратура і мастацтва. — 2005. — 28 кастрычніка. — С. 13.
- Барысюк, Т. Фантомнае каханне; Гэтай ноччу поўня расцвіла…; Калыханка (брахікалан); Тэорыя адноснасці: вершы / Т. Барысюк // Голас Радзімы. — 2006. — 25 мая (№ 21-22). — С. 14.
- Барысюк, Т. Усходнія вершы / Т.Барысюк // Маладосць. — 2007. — № 6. — С. 41-42.
- Барысюк, Т. [Вершы] / Т.Барысюк // Літаратурны экватар: альманах. — Вып. 5. — Мінск: Ковчег, 2016. — 360 с. — С. 22-30.
- Барысюк, Т. Платанічнае каханне (нізка вершаў) / Т.Барысюк // Літаратурны экватар: альманах. — Вып. 8 (10). — Мінск: Ковчег, 2019. — 352 с. — С. 14-34.
- Барысюк, Т. Лісы ілюзій; Мне не трэба… : вершы / Т.Барысюк // Літаратура і мастацтва. — 2020. — 30 кастрычніка (№ 41). — С. 8.
- Барысюк, Т. Квэст Бога; Я — архідэя… : вершы / Т.Барысюк // Літаратура і мастацтва. — 2021. — 26 сакавіка (№ 12). — С. 8.
- Барысюк, Т. Яблычны Спас; Пошукі і знаходкі; Наша Італія; Ваўчыцца… : вершы [Архівовано 19 липня 2021 у Wayback Machine.] / Т.Барысюк // Літаратурная Беларусь. — 2021. — 28 мая (Выпуск № 5 (177)). — С. 14.
- Барысюк, Т. Самае чыстае каханне — платанічнае (нізка вершаў) // Дзеяслоў. — 2021. — № 3 (112). — С. 122—128.
- Барысюк, Т. Яблычны Спас; Праверка пачуцця часам; Трансёрфінг маёй рэальнасці… : вершы / Т.Барысюк // Маладосць. — 2021. — № 10. — С. 70—71.
- Барысюк, Т. Страсць; Жнівень; Раманс : вершы / Т.Барысюк // Літаратура і мастацтва. — 2021. — 10 снежня (№ 49). — С. 8.
- Барысюк, Т. Рубаі; Першаму каханню; Хайку пра лёс; Танка : вершы / Т.Барысюк // Літаратура і мастацтва. — 2022. — 28 студзеня (№ 4). — С. 10.

### Переклади
- На мяжы сну і явы : З польскае паэзіі[недоступне посилання] / прадмова і пераклад Т. Барысюк (“У гэтым сьне” В. Варашыльскі, “Сон” Е. Гарасымовіч, “Сон” Я. Івашкевіч, “п’еш усё мацнейшую каву...” Ю.А. Копэць, “віхура дабіралася да вокнаў...” Т. Ружэвіч, “Тэмпэратура” М. Скварніцкі, “Палявыя кветкі” Я. Тамашчык, “Бяссоньне” Т. Сьлівяк) // Паміж. – 2006. – № 5. – С. 106–110. – 0,3 д. а.
- Барысюк, Пётр. (5 вершаў) / пер. з рускай мовы Таццяны Барысюк // Літаратура і мастацтва : газета. — Мн.: РВУ «Звязда», 25 кастрычніка  2013. — № 42. — С. 6.
- Шчарбакоў, В.І. Паэтычныя радкі пра сябе і сяброў / пер. з рускай Т.П.Барысюк / В.І. Шчарбакоў. – Нікапаль: VIS-press, 2018. – 38 c. – 0,45 д.а.
- Барысюк, Т. Аўтабіяграфія; Пераклады з рускай (Глеб Пудаў), беларускай рускамоўнай (Пётр Барысюк, Аляксандр Паўлоўскі) і ўкраінскай рускамоўнай паэзіі (Віталь Шчарбакоў) / Т.Барысюк // Літаратурны экватар: Альманах. – Мінск: Ковчег, 2018. – 336 с. – С. 9–23. – 0,4 д.а.